# Petrus Vertenten

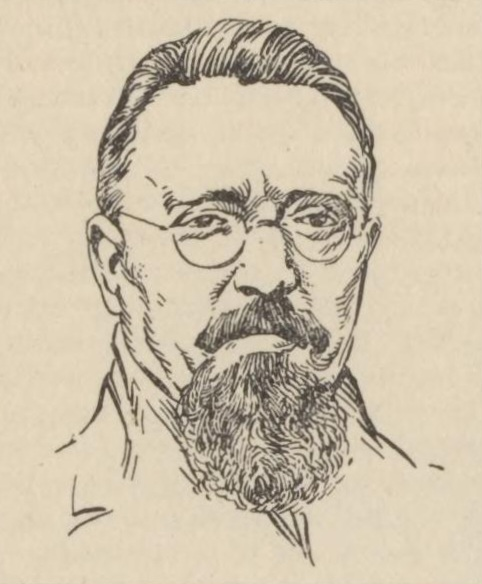
Petrus Vertenten

Petrus Vertenten (Hamme, 3 oktober 1884 – Wilrijk, 13 februari 1946) was een Belgische Missionaris van het Heilig Hart in Nederlands-Nieuw-Guinea.

## Biografie
Vertenten werkte van 1910 tot 1925 aan de zuidkust van Nederlands Nieuw-Guinea onder de Marind-anim, een Papoeavolk in de wijde omgeving van Merauke dat destijds berucht was om zijn koppensnellerij en zijn bizarre, seksueel getinte vruchtbaarheidsrituelen. De verspreiding van een geïmporteerde geslachtsziekte, het granuloma venereum, voerde deze bevolking - mede door haar eigen rituele praktijken - bijna naar de ondergang. Pater Vertenten alarmeerde de Nederlandse overheid in Merauke keer op keer en hij kreeg uiteindelijk daarover zelfs de gouverneur-generaal in Batavia te spreken. Als gevolg daarvan werd in Nederland een Kamerdebat gevoerd over de gezondheidstoestand in Nieuw-Guinea. Vertenten had succes en een ploeg van vaccinateurs en ander medisch personeel werden ingezet om de Marind-anim voor een definitief uitsterven te behoeden. Vertenten is daarop de geschiedenis ingegaan als 'redder der Kaja-Kaja's' (Kaja-Kaja is een ouderwetse benaming voor de Marind-anim) en werd voor zijn inzet benoemd tot ridder in de Orde van Oranje-Nassau.
Van 1927 tot 1939 werkte Vertenten in Belgisch-Congo met als standplaats onder andere Coquilhatstad (nu Mbandaka), waar hij ook hogere missionaire bestuursfuncties vervulde. Ook zijn broer, missionaris Louis Vertenten, werkte daar.
De laatste jaren van zijn leven bracht pater Vertenten door in zijn geboorteland. Hij stierf aan een longontsteking, nadat hij jarenlang aan bed gekluisterd was geweest door lumbago. In Hamme werd vijf jaar na de dood van Vertenten een standbeeld van hem onthuld; tevens is een straat naar hem vernoemd.

## Vertenten als volkenkundige en als tekenaar/schilder
Behalve zielzorger was Vertenten een uitstekend (amateur-)volkenkundige die met groot inlevingsvermogen in de culturen waarin hij zich moest onderdompelen zijn bevindingen op schrift stelde. Hij schreef honderden kleine artikelen in missiebladen maar ook technischer bijdragen in antropologische vaktijdschriften. Zijn meesterwerk is Vijftien jaar bij de koppensnellers van Nederlandsch Zuid-Nieuw-Guinea.
Daarnaast was Vertenten een verdienstelijk tekenaar en schilder. Zowel in Nieuw-Guinea als in Congo maakte hij talloze schetsen en portretstudies. Zijn olieverfschilderijen en crayons van de Marind-anim mannen en vrouwen, al dan niet in volle rituele uitdossing, zijn waarschijnlijk de eerste weergaven in full colour van een Papoeacultuur.
Na de dood van Vertenten bleef een groot deel van zijn oeuvre, alsmede een minutieus bijgehouden archief bewaard in het missiehuis te Borgerhout, waar Vertentens loopbaan was begonnen. In 2001 is deze nalatenschap overgenomen door het Tropenmuseum in Amsterdam, waar een aantal van de schilderijen in de semi-permanente tentoonstelling is te zien. Het archief is verhuisd naar het Katholiek Documentatie Centrum van de Radboud Universiteit Nijmegen.